# Affirm Films
Affirm Films é uma empresa de produção cinematográfica de filmes relacionados com o cristianismo evangélico. A sede está localizada em Culver City, nos Estados Unidos.

## História
A empresa foi fundada em 2007 pela Sony Pictures.  Ela produziu filmes como Soul Surfer, Miracles from Heaven e Mais que Vencedores. Em novembro de 2020, ela comprou o serviço de streaming de vídeo Pure Flix.